# 小針頼広
小針 頼広（こばり よりひろ）は、戦国時代から安土桃山時代にかけての武将。白河結城氏の家臣。

## 略歴
結城晴綱の庶子として誕生。小峰義親の異母弟ともいわれる。
頼広は始め滑津城主を務めたが、後に物見館を築城し、天正初年に滑津から居を移したとされる。
天正16年（1588年）に死去し、子・政頼が跡を継いだが、天正18年（1590年）の奥州仕置で主家と共に没落した。
政頼の子孫は帰農して、中畑村の庄屋を務めたという。